# DDT-deshidroclorinasa
La DDT-deshidroclorinasa (EC 4.5.1.1) es una enzima presente en algunas cepas de mosca común (Musca domestica) resistentes al insecticida DDT. La enzima tiene la capacidad de detoxificar el DDT por un mecanismo de deshidroalogenación convirtiéndolo en el producto inocuo diclorodifenildicloroetileno (DDE).
La reacción catalizada es la siguiente:

## Propiedades
Esta enzima posee un sustrato, el 1,1,1-tricloro-2,2-bis(4-clorofenil)etano (DDT), y dos productos, el 1,1-dicloro-2,2-bis(4-clorofenil)etileno y cloruro de hidrógeno. La enzima requiere una activación por glutatión, resulta irreversiblemente inhibida a pH 3,5 o menores, y alcanza su máxima actividad a pH 7,4. Su rango óptimo de temperaturas es entre 37 y 43 °C, siendo su actividad a 27 °C aproximadamente la mitad que a 37 °C. La enzima muestra una alta especificidad, y aparentemente ataca solo a aquellos compuestos que poseen una conformación estérica similar a la del DDT.

## Clasificación y nomenclatura
Esta enzima pertenece a la familia de las liasas, específicamente a la clase que cataliza la ruptura de enlaces entre carbono y un halógeno (liasa carbono-halógeno). Su nombre sistemático es: 1,1,1-tricloro-2,2-bis(4-clorofenil)etano cloruro-liasa [formadora de 1,1-dicloro-2,2-bis(4-clorofenil)etileno]. Other nombres comunes son DDT-asa, 1,1,1-tricloro-2,2-bis(4-clorofenil)etano cloruro-liasa, y DDTasa.
Esta enzima presente en algunas líneas de la mosca común (Musca domestica), participa en la degradación del compuesto tóxico DDT a su análogo inocuo DDE, otorgándole a las moscas que la expresan resistencia a este insecticida.